# نوبوا
نوبوا (به فرانسوی: Neubois) یک کمون در فرانسه با جمعیت ۶۷۰ نفر است که در Canton of Villé واقع شده‌است.